# Ozicrypta clarki
Ozicrypta clarki is een spinnensoort uit de familie Barychelidae. De soort komt voor in Queensland.